# Reconquista (partido político)
Reconquista (en francés: Reconquête; REC) es un partido político francés fundado por el periodista y excandidato presidencial Éric Zemmour el 5 de diciembre de 2021.

## Historia
El partido fue fundado, ante el aumento en los sondeos de intención de voto para las elecciones presidenciales de 2022, del periodista, escritor y polemista de extrema derecha Éric Zemmour. El 30 de noviembre de 2021 confirmó oficialmente su candidatura a la presidencia, a través de un video en YouTube, luego el 5 de diciembre de 2021, en la comuna Villepinte, anunció la fundación de un nuevo partido con el nombre de Reconquista.

## Ideología
Éric Zemmour formó el partido con sus posiciones políticas. Su ideología está orientada hacia la extrema derecha, con oposición a la inmigración, el islam y la masonería. En el mitin de fundación se prometió reducir la inmigración a casi cero, expulsar a los solicitantes de asilo e inmigrantes ilegales, y retirar a Francia de la OTAN.

## Resultados electorales

### Elecciones presidenciales
| Año  | Candidato    | Primera vuelta | Primera vuelta  | Segunda vuelta | Segunda vuelta | Resultado |
| Año  | Candidato    | Votos          | %               | Votos          | %              | Resultado |
| ---- | ------------ | -------------- | --------------- | -------------- | -------------- | --------- |
| 2022 | Éric Zemmour | 2 485 935      | \| \| 7,07 % \| |                |                | No electo |
|      | 7,07 %       |                |                 |                |                |           |